# 安蒂姆·彭格尔
安蒂姆·彭格尔（Antim Panghal，2004年8月31日—），印度女子摔跤运动员，2023年亚洲摔跤锦标赛女子自由式53公斤级银牌得主、2023年世界摔跤锦标赛女子自由式53公斤级铜牌得主、2022年亚洲运动会女子自由式53公斤级铜牌得主。
她在2024年巴黎奥运期间将自己的身份识别卡借给自己的妹妹，以让其冒充她本人进入奥运村，结果妹妹被安保人员发现并扣留。彭格尔声称自己赛后身体不适，想让妹妹帮她回宿舍收拾行李。最终法国当局将她本人、她的家人及她的团队驱逐出境。